# Christian Lundeberg

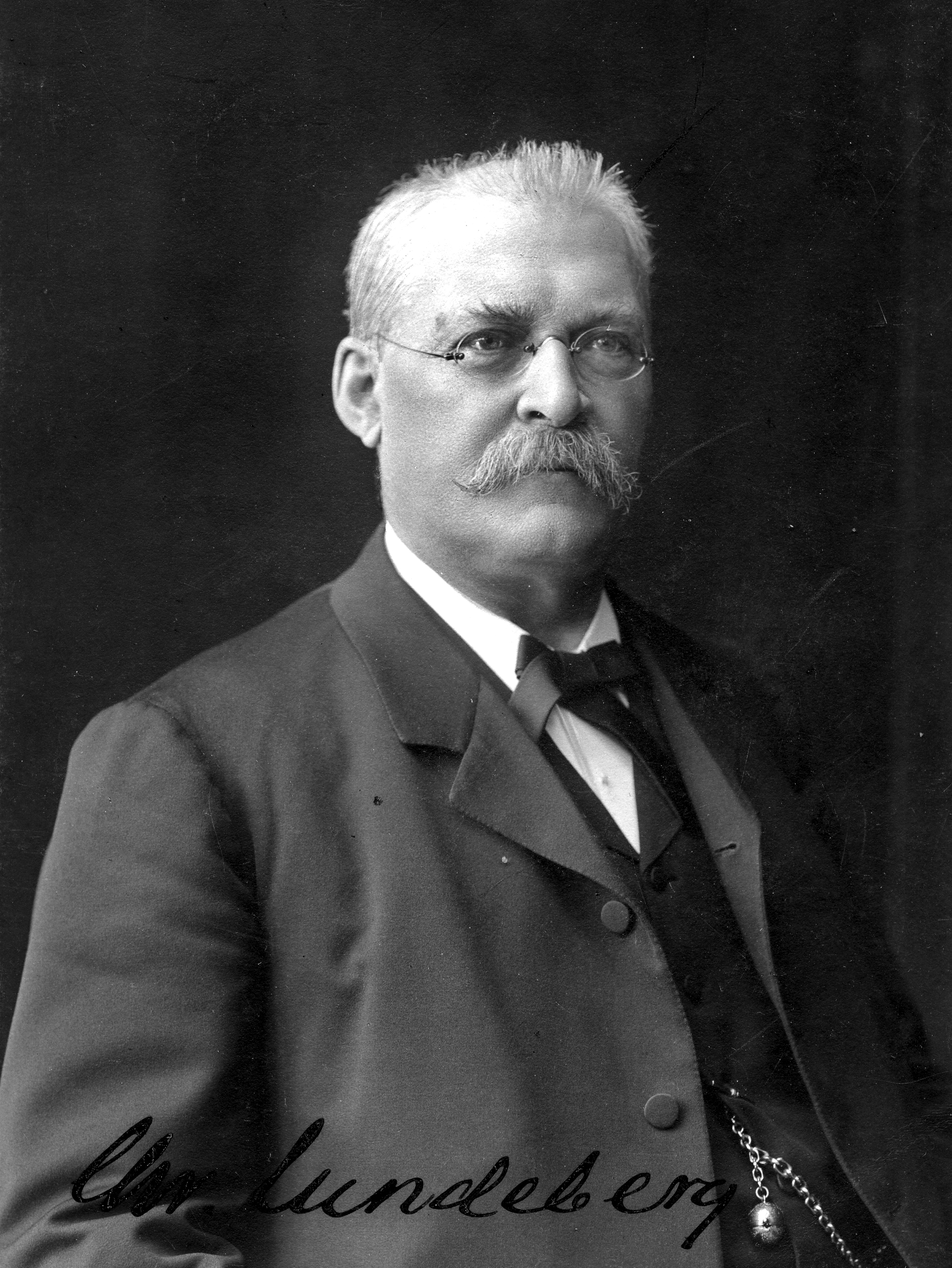
Christian Lundeberg.

Christian Lundeberg (Valbo, 14 juli 1842 - Stockholm, 10 november 1911) was een Zweeds eerste minister.

## Levensloop
Hij studeerde aan de militaire school van Ultuna, waarna hij van 1861 tot 1874 in het leger diende. Als militair bracht hij het tot opperluitenant. Nadat Lundeberg het leger verliet, werd hij werkzaam bij de staalwerkfirma Forsbacka, waar hij van 1885 tot 1906 bedrijfsleider was.
In 1885 werd hij namens de protectionisten verkozen tot afgevaardigde in de Eerste Kamer van de Rijksdag, waar hij in 1899 de voorzitter van de protectionistisch-conservatieve fractie werd. In deze functie had hij ook een belangrijke rol in het afwikkelen van de crisis tussen Zweden en Noorwegen, die tot het begin van de 20ste eeuw een unie vormden. Van 1899 tot 1905 en van 1906 tot 1908 was hij ondervoorzitter van de Eerste Kamer.
Hij zorgde er indirect voor dat de regering van Johan Ramstedt in augustus 1905 ten val kwam, waarna koning Oscar II hem op 2 augustus 1905 benoemde tot de nieuwe premier. Hij vormde een coalitieregering, die een overeenkomst met Noorwegen moest sluiten. Noorwegen was daar bereid toe en het parlement wilde zelfs de onafhankelijkheidsverklaring terugnemen, maar op voorwaarde dat de Noorse bevolking een referendum voorgelegd kreeg met de vraag of Noorwegen nog bij Zweden moest blijven. Op 13 augustus 1905 stemde 99,5 % van de bevolking voor de onafhankelijkheid van Noorwegen, waarmee de Noors-Zweedse Unie ten einde kwam.
Nadat dit gebeurde, probeerde Lundeberg tevergeefs om met zijn regering een aanpassing van het Zweedse stemrecht te bekomen. Nadat het hem niet lukte om een akkoord te vinden tussen de verschillende partijen, trad hij op 8 november 1905 af als eerste minister.
- Bibsys: 10020224
- Gemeinsame Normdatei: 13060240X
- International Standard Name Identifier: 0000 0000 5196 7677
- KulturNav: 5f06d65c-7749-48d1-9fc7-2986bfb3ebf3
- Library of Congress Control Number: n2006018015
- LIBRIS: 251462
- Système universitaire de documentation: 143211366
- Virtual International Authority File: 74964302
- WorldCat: E39PBJrKRddwFVrJgRkbRFyDbd